# Hush
Hush (pol. Cisza) – fikcyjny superzłoczyńca, pojawiający się w komiksach wydawanych przez DC Comics oraz filmach związanych z postacią Batmana.
Stworzona przez Jepha Loeba i Jima Lee postać pojawiła się po raz pierwszy w Batman #609 w styczniu 2003 roku stanowiącym dwunastoczęściową historię Batman: Hush, której Hush był głównym antagonistą. Historia Husha jest równoległa do superbohatera Batmana i służy mu jako kryminalne tło, jako przykład tego, kim mógłby być Batman, gdyby pochodził z przemocowej rodziny i wykorzystywał swoje zdolności i zasoby do złych celów.

## Historia
Thomas „Tommy” Elliot był przyjacielem Bruce’a Wayne’a z dzieciństwa i jak on również urodził się w zamożnej rodzinie. W dzieciństwie Bruce i Tommy byli najlepszymi przyjaciółmi. Więź chłopców cieszyła rodziców Bruce’a, którzy wierzyli, że w końcu ich syn znalazł przyjaciela, z którym mógł się utożsamić. Tommy i Bruce lubili grać w gry strategiczne, a Tommy zawsze wydawał się przechytrzyć swojego skądinąd błyskotliwego przyjaciela. Tommy gardził zarówno swoim agresywnym ojcem, jak i tchórzliwą i uległą matką, która pochodziła z biedy i chętnie znosiła wszelkie znęcanie się nad nią i jej synem, aby móc wieść wystawne życie. Zamiast bronić Thomasa, zmusiła go do zapamiętania  Arystotelesa, aby móc radzić sobie z ojcem w subtelny, pasywny sposób – czego nigdy jej nie wybaczył. Jako dorosły Tommy często cytował Arystotelesa.
W końcu Tommy zdecydował zabić rodziców celem przejęcia ich fortuny w młodym wieku. Pewnej nocy przeciął linkę hamulcową w ich samochodzie, co spowodowało wypadek. Ojciec zginał, ale matkę jednak uratowała operacja przeprowadzona przez Thomasa Wayne’a, ojca Bruce’a, co rozwścieczyło Tommy’ego, gdyż to przeszkodziło w jego planach. Podczas letniego obozu z Brucem Tommy zaatakował pewnego chłopca i trafił do szpitala psychiatrycznego; za swój wybuch złości obwiniał Bruce’a i jego matkę. Uwolnił go stażysta o imieniu Jonathan Crane, później znany jako Strach na Wróble.
Przez następne kilka lat Tommy niechętnie opiekował się swoją matką. Kiedy rodzice Bruce’a zostali zamordowani, Tommy miał do niego żal, że mógł odziedziczyć majątek rodziny. Na krótko przed powrotem Bruce’a do Gotham City, Tommy zaprzyjaźnił się z młodą kobietą o imieniu Peyton Riley (która później została drugą Brzuchomówczynią) – jego matka nigdy nie zaakceptowała tej relacji. Kiedy matka Tommy’ego wyzdrowiała z raka, wyrzekła się go, pozbawiając go tym samym dostępu do majątku w ramach zemsty za jego trwający związek z Peyton. W rezultacie Tommy zamordował ją, dusząc poduszką, podczas gdy Peyton zabiła ich prawnika przerobiła testament pani Elliot. Osoby zewnątrz były przekonane, że pani Elliot zginęła w wypadku domowym.
W końcu Tommy, który jako jedyny odziedziczył rodzinny majątek, porzucił Peyton i zaczął podróżować po świecie, tak jak Bruce. Chociaż studiował na Uniwersytecie Harvarda i został wziętym neurochirurgiem, Tommy nadal żywił irracjonalną urazę do swojego przyjaciela z dzieciństwa. Edward Nygma vel Człowiek-Zagadka podczas wyleczenia nieuleczalnego guza mózgu w jednej z Jam Łazarza Ra’s al Ghula, odkrył że Bruce Wayne jest Batmanem. Leczący go Tommy, który już wcześniej odkrył przestępczą przeszłość Nygmy, zaoferował połączenie sił, aby zniszczyć wspólnego wroga jakim jest Wayne/Batman. W tym celu Elliot stworzył dla siebie personę „Hush”, stając się antytezą Batmana. Człowiek-Zagadka powiedział, że nazwa początkowo była żartobliwym odniesieniem do potrzeby zachowania tożsamości Tommy’ego w tajemnicy, ale stała się bardziej trwałym pseudonimem, gdy współpracujący z nimi Strach na Wróble zaczął śpiewać kołysankę „Hush, Little Baby”.
Okazja nadarzyła, gdy Elliot nadzorował operacje Bruce'a na otwartym mózgu i wszczepił mu namierzacz. Próbując zniszczyć Batmana, Hush i Człowiek-Zagadka nakłonili kilku innych złoczyńców, aby im pomogli. Należeli do nich między innymi Joker, Harley Quinn, Dwie Twarze, Trujący Bluszcz, Killer Croc i Clayface. Udało im się nawet zmanipulować najbliższych sojuszników Batmana – Supermana, Huntress i Kobietę-Kota – i nieświadomie nakłonić ich do walki z Batmanem, wykorzystując takie metody, jak użycie feromonów Trującego Bluszczu do kontrolowania Supermana i Kobiety-Kot, a także pozornie życzliwe finansowanie przez Husha działalności Huntress. Częścią ich intrygi było sfingowanie zabicia Tommy’ego przez Jokera. Clayface wówczas przybrał postać ciała Tommy’ego, aby stworzyć tę iluzję. Clayface później przybrał rzekomo zmartwychwstałego Jasona Todda jako tego co nosi tożsamość Husha. Dopiero podczas finałowej konfrontacji z Batmanem Hush ujawnił tożsamość i motywacje. Powstrzymany przez Jamesa Gordona i Harveya Denta, który porzucił tożsamość Dwóch Twarzy, Hush zeskoczył do rzeki i słuch o nim zaginął. Później Superman, wtajemniczony w sprawę jako neutralny obserwator, wykrył u Batmana i usunął na jego polecenie namierzacz.

## Inne media

### Gry komputerowe
- Hush pojawił się w wieloplatformowych grach Lego Batman: The Videogame (2008), Lego Batman 2: DC Super Heroes (2012) i Lego Batman 3: Poza Gotham (2014)[9].
- Hush pojawia się jako postać w grze MMORPG DC Universe Online (2011).
- Tommy Elliot / Hush pojawia się w przygodowych grach akcji Batman: Arkham City (2011) i Batman: Arkham Knight (2015) jako pomniejszy antagonista. Głosu użyczył mu Kevin Conroy, który również dubbingował Batmana w tychże grach. Jest pracownikiem Azylu Arkham, który jak w komiksie od dzieciństwie nienawidzi Wayne'ów za ocalenie jego rodziców. Znajduje ludzi podobnych do Bruce'a Wayne'a i odcina ich twarze, zostawiając ich obandażowanych. Media ochrzciły go Złodziejem Tożsamości. Używając swego chirurgicznego doświadczenia oraz wyciętych twarzy, Elliot zdołał sprawić, że jego twarz wyglądała jak ta Bruce'a. Podszywajac się pod niego, wszedł do budynku Wayne Enterprises, by odebrać "to, co do niego należy". Nie wie jednak, że Bruce jest jednocześnie Batmanem.
- Hush pojawia się jako przyzwana postać w grze logicznej Scribblenauts Unmasked: A DC Comics Adventure (2013)[10].
- Hush pojawia się jako grywalna postać w mobilnej wersji gry typu bijatyka Injustice 2 (2017).

### Seriale telewizyjne
- Tommy Elliot pojawił się Gotham (2014-2019), jako kolega młodego Bruce'a ze szkoły, który lubił się nad nim znęcać. Później przeprosił go za swoje zachowanie i obaj stali się przyjaciółmi[11][12].
- Tommy Elliot / Hush pojawił się w Batwoman (2019-2022), grany przez Gabriela Manna, a podczas przebierania się za Bruce'a Wayne'a, przez Warrena Christiego[13][14]. Ta wersja przedstawia go potentata rynku nieruchomości żywiacego urazę do Wayne Enterprises, który pośrednio przyczynił się do śmierci Luciusa Foxa[15].

### Filmy
- Hush pojawia się epizodycznie w animowanym Batman Unlimited: Maszyny kontra Mutanci (2016), a głosu użyczył mu Dave B. Mitchell.
- Hush pojawił się w animowanym Batman: Hush (2019), adaptujacy komiks o tym samym tytule[9]. W tej wersji Elliot i Hush sa niezależnymi postaciami. Człowiek-Zagadka przyjął tożsamość Husha ze względu na brak szacunku wśród innych złoczyńców i w ramach planu zniszczenia zabił Elliota w zemście za odmowę leczenia raka[16]. Głosu Elliotowi użyczył Maury Sterling, a Człowiekowi-Zagadce / Hushowi Geoffrey Arend.
- W interaktywnym filmie animowanym Batman: Śmierć w rodzinie (2020), Hush to jedna z nowych tożsamości, która wybrał Jason Todd. Głosu użyczył mu Vincent Martella[17].